# Манько, Валерий Александрович
Манько, Валерий Александрович (10 октября 1965, Одесса, УССР) — украинский политик, государственный деятель, футбольный функционер. В качестве президента футбольного клуба «Ришелье» многократный чемпион Украины среди ветеранов.
Заслуженный юрист Украины.

## Карьера
- 1986—1991 гг. — инструктор, зав. отделом Центрального райкома комсомола
- 1991—1994 гг. — президент Южного торгового промышленного союза
- 1994—1998 гг. — 1-й заместитель председателя Центральной райгосадминистрации
- 1994—2006 гг. — депутат Одесского горсовета
- 1998—2001 гг. — начальник налоговой инспекции Центрального района Одессы
- 2001—2002 гг. — заместитель председателя Одесской областной налоговой администрации
- 2002—2003 гг. — куратор Одесской области от администрации Президента Украины
- 2003—2004 гг. — председатель Одесской областной налоговой администрации
- 2004—2005 гг. — руководитель главного контрольного управления администрации Президента Украины
- 2006—2010 гг. — депутат Одесского облсовета
- В 2002 году в качестве почётного президента возглавил одесскую «Джинестру» — самый титулованный клуб за всю историю одесского спорта. За время работы с «Джинестрой» привёл команду к титулу вице-чемпионок Украины.
- На протяжении пяти лет (2007—2012) был президентом футбольного клуба «Ришелье» — самого титулованного ветеранского клуба Украины, базового клуба ветеранской сборной Украины по футболу. Под руководством Манько «Ришелье» значительно приумножил копилку клубных достижений и завоевал право носить на клубном гербе золотую звезду — за десять выигранных чемпионатов Украины по футболу и футзалу.

## Награды и достижения
- Почётный знак АМФОО
- Чемпион European Master Games-2008 по футболу, лучший бомбардир турнира
- Чемпион Европы по футболу среди ветеранов старше 35 лет 2008
- Обладатель Кубка Лобановского 2007 по футболу
- Чемпион Украины по футболу среди ветеранов старше 35 лет 2008, 2010 гг.
- Чемпион Украины по футболу среди ветеранов старше 45 лет 2008
- Чемпион Одессы по футболу среди ветеранов старше 35 лет 2007, 2008, 2009, 2010, 2012 гг.
- Меценат года (2008) в одесском спорте по версии газеты «Время спорта»